# اینتلجنت میوزیک پروجکت
اینتلجنت میوزیک پروجکت (به انگلیسی: Intelligent Music Project) گروه موسیقی بلغارستانی است.
آن‌ها نماینده بلغارستان در یوروویژن ۲۰۲۲ بودند.